# Eivind Astrup

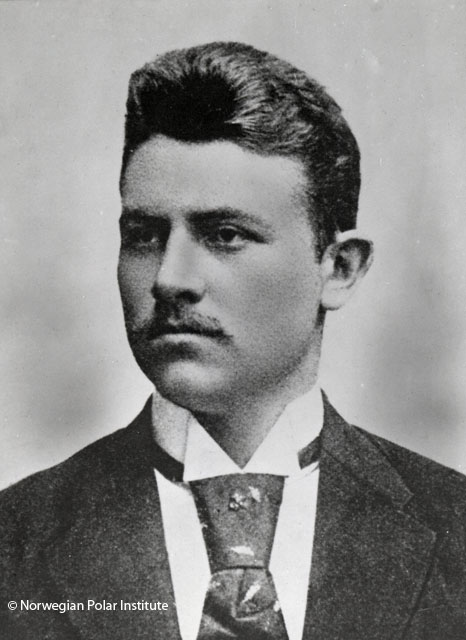
Eivind Astrup
Norsk Polarinstitutt

Eivind Astrup, född 17 september 1871 i Kristiania, död 27 september 1895 under en skidfärd i Dovre, mellan Hjerkinn och Rondane, var en norsk polarfarare.
Astrup ägnade sig först åt köpmannayrket, avlade 1889 examen vid handelsgymnasiet i Kristiania och reste 1891 till Philadelphia för att utvidga sina kunskaper i handelsfacket. Han lämnade dock denna bana och deltog i Robert Edwin Pearys arktiska expedition 1891-92 och åtföljde honom på den berömda slädfärden över Nordvästgrönlands inlandsis från vinterkvarteret vid Inglefield Gulf till Navy Cliff vid Independence Bay.
Astrup deltog även i Pearys expedition 1893-94, dock ej i den misslyckade färden över inlandsisen. Han företog däremot i april 1894, tillsammans med en grönländare, en slädfärd söderut från vinterkvarteret för att kartlägga Melville Bay. Från denna expedition återvände han, före dess slut, till Norge samt utgav 1895 en populärt hållen reseskildring, kallad Blandt nordpolens naboer.